# Colom imperial de les Nicobar
El colom imperial de les Nicobar (Ducula nicobarica) és una espècie d'ocell de la família dels colúmbids (Columbidae) endèmic de les illes Nicobar.